# Lingreville
Lingreville is een plaats en voormalige gemeente in het Franse departement Manche (regio Normandië). De plaats maakt deel uit van het arrondissement Coutances. Lingreville is op 1 januari 2023 gefuseerd met de gemeente Annoville tot de gemeente Tourneville-sur-Mer. Lingreville telde op 1 januari 2019 1019 inwoners.

## Geografie
De oppervlakte van Lingreville bedraagt 9,0 km², de bevolkingsdichtheid is 104,6 inwoners per km².
De onderstaande kaart toont de ligging van Lingreville met de belangrijkste infrastructuur en aangrenzende gemeenten.

## Demografie
Onderstaande figuur toont het verloop van het inwonertal (bron: INSEE-tellingen).